# Sainte-Marguerite (Vosgi)
Sainte-Marguerite è un comune francese di 2 548 abitanti situato nel dipartimento dei Vosgi nella regione del Grand Est.

## Società

### Evoluzione demografica
Abitanti censiti